# Суміре (1944)
«Суміре» (Sumire, яп. 菫) — ескортний міноносець Імперського флоту Японії, який взяв участь у Другій світовій війні.

## Історія створення
Корабель, який став двадцять четвертим серед завершених ескортних есмінців типу «Мацу» (та шостим серед таких кораблів підтипу «Татібана»), заклали 21 жовтня 1944 року на верфі флоту в Йокосуці. Спущений на воду 27 грудня 1944 року, став до ладу 26 березня 1945 року.

## Історія служби
За весь час після завершення «Суміре» не полишав вод Японського архіпелагу. Спершу він провадив навчання у Внутрішньому Японському морі, а в липні був підпорядкований військово-морському округу Майдзуру (обернене до Японського моря узбережжя Хонсю) та перейшов туди, де й перебував на момент капітуляції.
У жовтні 1945-го корабель виключили зі списків ВМФ та призначили для участі в репатріації японців (по завершенні війни з окупованих територій на Японські острови вивезли кілька мільйонів військовослужбовців та цивільних осіб японської національності).
20 серпня 1947-го «Суміре» передали британцям, які використали його як ціль у Сінгапурі.